# أمين الريحاني
أمين الريحاني أو أمين فارس أنطوان يوسف بن المطران باسيل البجاني (1293- 1359هـ/ 1876 - 1940م)، مفكرٌ وأديبٌ، وروائي ومؤرخ ورحالة، ورسام كاريكاتير لبناني، يعدُّ من أكابر دعاة الإصلاح الاجتماعي وعمالقة الفكر في أواخر القرن التاسع عشر وأوائل القرن العشرين في الوطن العربي، ويلقب بفيلسوف الفريكة.
في العام 1922 بدأ رحلته للبلاد العربية التي قابل فيها شريف مكة الحسين بن علي وسلطان قبائل حاشد والإمام يحيى إمام اليمن والملك عبد العزيز آل سعود الذي قدم إليه سيفه الخاص، وأمير الكويت أحمد الجابر الصباح وشيخ البحرين حمد بن عيسى. وفيصل الأول ملك العراق. وفي العام 1923 أصدر الجزئين الثالث والرابع من الريحانيات ثم قام بتأليف كتاب ملوك العرب عام 1924، وفي العام 1927 أصدر كتاب تاريخ نجد الحديث ثم كتاب النكبات عام 1928 ثم التطرف والإصلاح وكتاب ابن سعود شعبه وبلاده. وكتب عن رحلاته بالعربية والإنجليزية وشرح قضابا العرب في الولايات المتحدة. وطالب باستقلال لبنان فنفته فرنسا إلى العراق وعاد منها عام 1934 وتأثر بمبادئ الثورة الفرنسية وانتقد المادية الغربية وكان معجبا بنشاط الأميريكين وقد كان مؤثرا في كتاباته في الأوساط الأميركية والغربية وقد كتب عن الرقي ومعناه وعن الحياة السياسية والاجتماعية وكان يحض المغتربين على التطوع للدفاع عن أوطانهم واستقلال بلادهم وقد تأثر بفلسفته بشكسبير وكارليل وفولتير.

## الأيام الأولى
وُلد الريحاني في بلدة الفريكة (في لبنان حاليًا) في يوم الجمعة تاريخ 8 ذو القعدة 1293هـ الموافق 24 نوفمبر 1876، وهو الابن الأكبر لمصنع الحرير الخام اللبناني الماروني فارس الريحاني. وهو من أسرة مارونية تعود بجذورها إلى قرية (بجّة) في بلاد جبيل. انتقلت أسرته حوالي منتصف القرن السابع عشر إلى ضيعة بيت شباب في المتن، ومنها إلى الشاوية مع المطران باسيليوس عبد الأحد سعادة البجاني، الجد الثاني لوالد أمين، ويحكى أن منزل الأسرة هناك كان محاطا بشجر الآس أو الريحان فبات يعرف ببيت الريحاني. ووالدته أنيسة جفال طعمة من القرنة الحمراء. عمل والده في تجارة الحرير ونمت عائلته حتى أصبحت تضم ستة أولاد، هم على التوالي: أمين (البكر)، سعدى، أسعد، يوسف، أدال، ألبرت. عرفت طفولة أمين شقاوة مميزة بين الصبية، فقد كان كثيرا ما يعود إلى المنزل بعد عراك مع رفاقه، أو بعد تلاسن واقتتال بسبب اللعب مع أولاد القرية، وقلما كان يرضخ لإرادة ذويه، وكثيرا ما كان يصر على ما يريد، وإذا ما زار معمل والده فليس للعون والمساعدة، بل لفضول عنده لمعرفة ما يجري، فيستمع ويراقب الفتيات العاملات، وحين يصلين يجد نفسه خارج الجمع فلا يشارك في الصلاة، ولعل طبعه هو الذي دفعه من حيث لا يدري إلى التذمر والانزعاج من أمور كان يصادفها في البيت ومعمل الحرير وأزقة القرية، ويروي شقيقه ألبرت أن أمينا في طفولته ما كان ليتقيد بالشعائر الدينية أسوة بوالدته.
كانت نشأة امين الدراسية الأولى غير منتظمة، ولم تكن مادة الدراسة لتختلف عن مادة الكتيبات الأولية المتداولة في مدرسة (تحت السنديانة) في ذلك الزمان كانت أولى دروسه الابتدائية على يد معلم القرية، أمام كنيسة (مار مارون) المجاورة لمنزله شتاء وتحت زيتونة هرمة قرب العين خريفا وربيعا. يذكر الريحاني عن هذه الفترة من تعليمه أنه كان يقرأ كراسة الأبجدية، والمزمور الأول من مزامير داوود على الشدياق متى، تحت الجوزة في الساحة السفلى من (بيت شباب) وينتقل إلى مدرّسه نعوم مكرزل حيث يتلقن مبادئ الفرنسية إلى جانب القراءة العربية والحساب والجغرافية، وقد عرف خلال دراسته بذكائه وتفوقه على أترابه.
في العام 1888، أرسل والده أمين وشقيقه إلى مدينة نيويورك، وتبعهما بعد عام. تم تسجيل أمين، الذي كان يبلغ من العمر أحد عشر عامًا، في مدرسة تعلم بها أساسيات اللغة الإنجليزية. شعر والده وعمه (بعد أن رسخا نفسيهما كتجار يعملان في قبو صغير في مانهاتن) بالحاجة إلى مساعد يمكنه القراءة والكتابة باللغة الإنجليزية. لذلك، تم نقل الصبي من المدرسة ليصبح كبير الموظفين والمترجمين والمحاسبين للشركة.
خلال هذا الوقت، تعرف أمين على الكتاب الأمريكيين والأوروبيين. في النهاية أصبح على دراية بكتابات شكسبير وهوجو وداروين وهكسلي وسبنسر وويتمان وتولستوي وفولتير وثورو وإيمرسون وبايرون، على سبيل المثال لا الحصر. كان لدى أمين موهبة طبيعية في التحدث الفصيح، وفي العام 1895، انجرف الشاب بحمى المسرح وانضم إلى شركة مساهمة برئاسة هنري جيويت (الذي صار مسرحه لاحقًا في بوسطن). خلال صيف العام نفسه، تقطعت السبل بالفرقة في مدينة كانساس سيتي بولاية ميسوري، وعاد الابن الضال إلى والده. ومع ذلك، لم يعد لينضم مرة أخرى إلى عمل والده، بل أصر على أن يمنحه والده تعليمًا منتظمًا لمهنة احترافية. اتفقوا على أنه يجب أن يدرس القانون. ولهذه الغاية، التحق بالمدرسة الليلية لمدة عام، واجتاز امتحان Regents، وفي عام 1897 التحق بكلية الحقوق في نيويورك. أوقفت عدوى الرئة دراسته، وفي نهاية عامه الأول، اضطر والده إلى إعادته إلى لبنان للتعافي.
بمجرد عودته إلى وطنه، بدأ بتدريس اللغة الإنجليزية في مدرسة دينية مقابل تعليمه اللغة العربية الفصحى بشكل رسمي. تعرف الريحاني على الشعراء العرب لأول مرة عام 1897. ومن هؤلاء الشعراء أبو العلاء المعري الذي اكتشف أمين أنه سلف عمر الخيام. وبدأ في كتابة المقالات في جريدة (الإصلاح) التي اتخذها منبراً للهجوم على الدولة العثمانية.
في العام 1899 عاد إلى نيويورك، بعد أن قرر ترجمة بعض رباعيات المعري إلى الإنجليزية. نُشرت النسخة الأولى من الترجمة عام 1903. بدأ الكتابة باللغة الإنجليزية، ليصبح بحسب المؤرخ اللبناني سمير قصير، «أول عربي ينشر بالإنجليزية دون أن يتخلى في نفس الوقت عن لغته الأم». خلال هذه الفترة، انضم إلى العديد من الجمعيات الأدبية والفنية في نيويورك، مثل جمعية الشعر الأمريكية ونادي الثريا، كما أصبح مساهمًا منتظمًا في صحيفة يومية عربية، اسمها الهدى، والتي كانت تنشر في نيويورك. كتب عن التقاليد الاجتماعية والدين والسياسة الوطنية والفلسفة. وهكذا، بدأ مسيرته الأدبية الواسعة، حيث وصل بين عالمين. نشر أول كتابين له باللغة العربية عامي 1902 و1903.

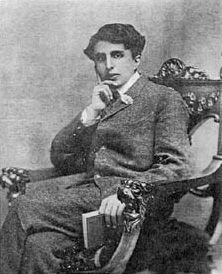
أمين الريحاني عام 1904

في العام 1905 عاد إلى المنطقة الجبلية التي نشأ بها. خلال فترة عزلته تلك التي استمرت ست سنوات، نشر باللغة العربية مجلدين من المقالات وكتابًا يحتوي على حكايات رمزية وبعض القصص القصيرة والمسرحيات. قدم الريحاني، الذي تأثر بالشاعر الأمريكي والت ويتمان، الشعر النثري إلى الأدب العربي. نُشر أسلوبه الجديد في الشعر منذ عام 1905. ازدهر هذا المفهوم الجديد في العالم العربي واستمر في قيادة الشعر العربي الحديث بعد وفاة الريحاني عام 1940 وطوال النصف الثاني من القرن العشرين. بالإضافة إلى ذلك، حاضر في الكلية البروتستانتية السورية (الجامعة الأمريكية في بيروت لاحقًا) وفي عدد قليل من المؤسسات الأخرى في لبنان والعالم العربي، وكذلك في مدن حلب والقاهرة ودمشق والقدس وغيرها. كما عمل مع قادة وطنيين آخرين من أجل تحرير بلاده من الحكم التركي. في عام 1910 أصدر كتاب الريحانيات الذي جعله مفكرًا متقدمًا وصاحب رؤية. ونتيجة للريحانيات، أشادت به وسائل الإعلام المصرية واصفة إياه بـ «فيلسوف الفريكة». خلال هذه الفترة نفسها من العزلة، كتب كتاب خالد ونُشر لاحقًا في العام 1911 بعد عودته إلى نيويورك. قدم الرسوم التوضيحية لهذا الكتاب، والتي كانت أول رواية إنجليزية كتبها لبناني/عربي، قدمها خليل جبران. وأقيم حفل على شرف الريحاني لإصدار كتاب خالد وتوّجه رئيس نادي نيويورك بلياديس بإكليل.

## كاتب باللغتين العربية والإنجليزية

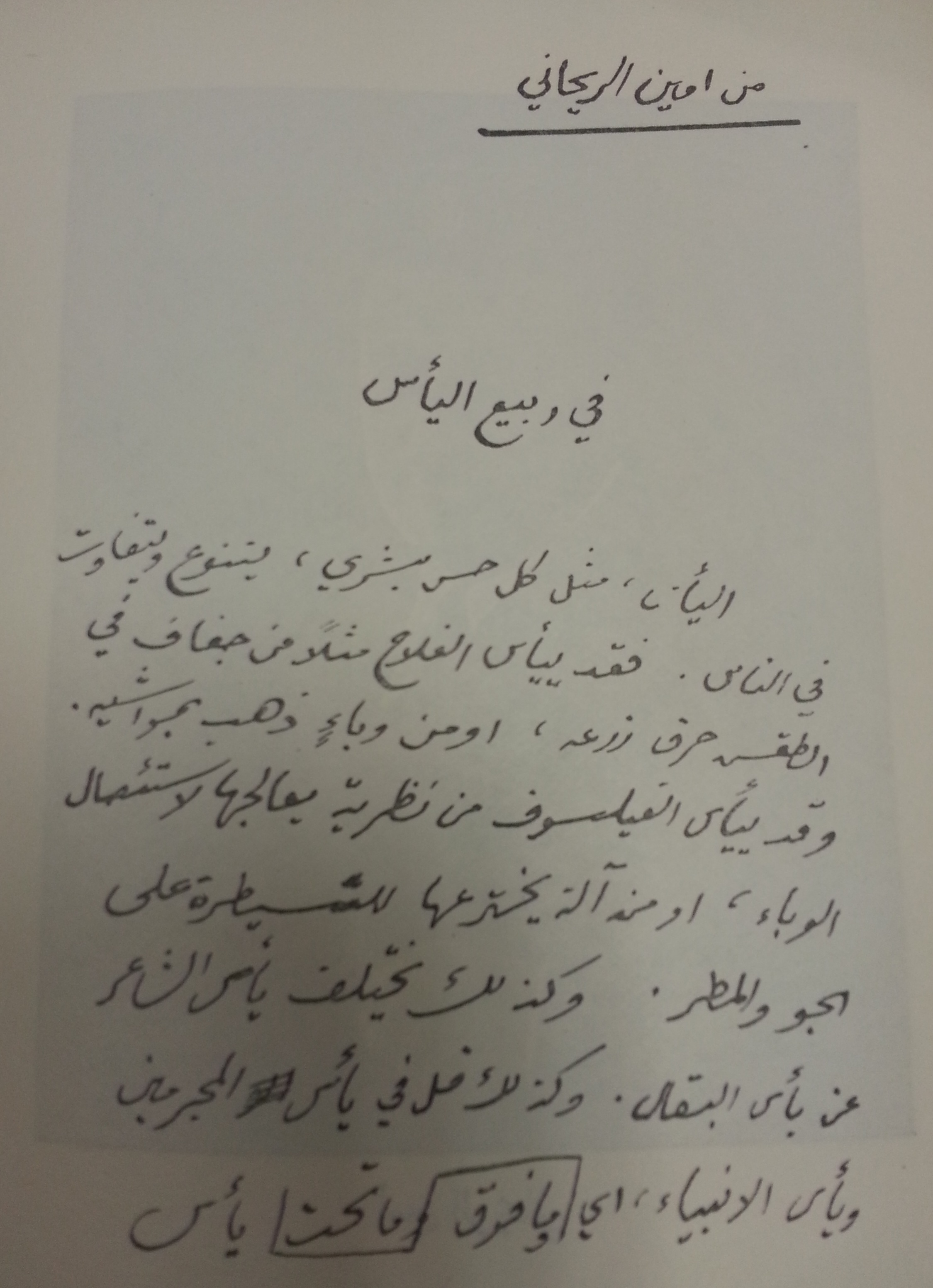
كتابة يدوية لأمين الريحاني

خلال الفترة ما بين 1910 و1922، انخرط الريحاني بصورة ملحوظة في الحياة الأدبية مع استمراره في متابعة المشاركات السياسية المثمرة. على الصعيد الأدبي، واصل الكتابة والنشر باللغتين الإنجليزية والعربية. ومن الكتب التي نشرها في تلك الفترة: زنبقة الغور، وهي رواية باللغة الإنجليزية، (أعيد كتابتها بالعربية) تصف اضطهاد المرأة (ممثلة بمريم) في عهد الدولة العثمانية، ورواية جيهان باللغة الإنجليزية حول دور المرأة الشامية خلال الحرب العالمية الأولى، واللزوميات، ترجمة شعر المعري العربي إلى الإنجليزية مع مقدمة للريحاني تسلط الضوء على أهمية هذا الشاعر للعقل الغربي، وطريق الرؤية، وهو عبارة عن مقالات في اللغة الإنجليزية في الشرق والغرب، وأنشودة المتصوفين، وهو شعر بالإنجليزية، وتحدر البلشفية، تحليل سياسي بالإنجليزية عن الأصول العربية للحركات الاشتراكية، ومجلدات جديدة للريحانيات، شملت مقالات فلسفية واجتماعية باللغة العربية.
في العام 1916، تزوج أمين من بيرثا كيس، وهي فنانة أمريكية، كانت جزءًا من مجموعة ماتيس وبيكاسو وسيزان وديرين في باريس، وانضمت إليهم في عرض أعمالها في صالون ماي. زارت بيرثا لبنان عام 1953 (بعد وفاة أمين بثلاثة عشر عامًا)، حيث أقامت مع عائلة ألبرت، شقيق الريحاني، في الفريكة. في 29 يوليو 1970، توفيت بيرثا في نيويورك عن عمر يناهز 91 عامًا. كانت قد طلبت حرق جثتها وإرسال رمادها إلى الفريكة لتدفن بجانب زوجها. أصبحت سالي ستورش، ابنة أخت بيرثا، فنانة محترفة.
زار أمين وزوجته بيرثا البابا بندكت الخامس عشر عام 1917. كان البابا مهتمًا بشدة بإنهاء الحرب العالمية الأولى وإقامة سلام عادل بين الجيوش المقاتلة. خلال نفس العام، التقى أمين مع ثيودور روزفلت، الرئيس السابق للولايات المتحدة بشأن القضية الفلسطينية. في عام 1919 طُلب من الريحاني تمثيل العرب في مؤتمر لاهاي للسلام. في عام 1921، شغل منصب العضو الوحيد من الشرق الأدنى في مؤتمر الحد من التسلح في واشنطن العاصمة. خلال تلك السنوات، انضم إلى عدد آخر من الدوائر الأدبية في نيويورك، من بينها نادي المؤلفين، ورابطة قلم نيويورك.
على الصعيد السياسي، دعم عدة قضايا وعمل بلا كلل من أجل تحقيق أهدافه والتي شملت: التقارب بين الشرق والغرب كخطوة رئيسية نحو الحوار الثقافي العالمي، وتحرير لبنان من حكم الإمبراطورية العثمانية، والدعوة إلى القومية العربية والترويج لما أسماه «الولايات المتحدة العربية».

## ناشط سياسي وفكري
في العام 1922، سافر الريحاني في جميع أنحاء شبه الجزيرة العربية، حيث التقى بحكامها وتعرف عليهم بشكل أفضل. كان المسافر الوحيد في ذلك الوقت، الأوروبي أو العربي، الذي غطى تلك المنطقة بأكملها في رحلة واحدة. حصل على روايات ومعلومات مباشرة «لا تقدر بثمن» عن شخصية ورؤية ومعتقدات كل من هؤلاء الحكام. طور صداقة مع عبد العزيز آل سعود، حاكم المملكة العربية السعودية. بين عامي 1924 و1932 كتب ونشر ستة كتب باللغتين الإنجليزية والعربية تتعلق بالرحلات الثلاث التي قام بها إلى شبه الجزيرة العربية. حققت هذه الكتب نجاحًا نقديًا وعامًا كبيرًا. أصدر ناشرون في لندن تعميمًا عن كتب ريحاني للرحلات باعتبارها من أكثر الكتب مبيعًا.

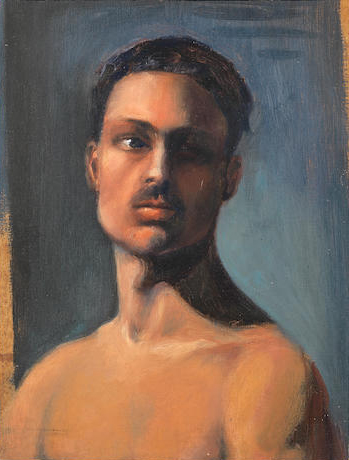
الرَيحاني بريشة جبران خليل جبران.

يعتبره بعض العلماء شخصية رئيسة في التطور الفكري للقومية العربية. في كتاباته حول القضايا القومية، شدد على أهمية الدولة العلمانية والتعليم العلماني، مشيرًا إلى أنه يجب ألا تكون هناك أقليات أو أغلبية، بل يجب أن يكون هناك مواطنون متساوون. أعطى الريحاني الأولوية القصوى لنشر الشعور القومي والمؤيد للوحدة بين الجماهير، وجادل بأن الحكام يجب أن يتبعوه. خلال ذلك الوقت، نشر أيضًا أربعة كتب أخرى باللغة العربية، وألقى العديد من الخطب في لبنان، والعالم العربي، والساحل الشرقي والغربي للولايات المتحدة، وفي كندا، تراوحت في موضوعات من الإصلاح الاجتماعي إلى السياسة، والعروبة، والتماسك الشرقي والغربي والشعر والفلسفة. كما شارك الريحاني في الحركة العربية الأمريكية المدافعة عن القضية العربية الفلسطينية. ركز جزء كبير من هذا النشاط على مواجهة النفوذ المتزايد للوبي الصهيوني الأمريكي، الذي دعم إنشاء دولة يهودية منفصلة في فلسطين. التقى بمسؤولين أميركيين مختلفين في هذا الصدد، وخلال عشرينيات وثلاثينيات القرن العشرين، كان ناشطًا نيابةً عن الجمعية العربية الأمريكية، جمعية فلسطين المناهضة للصهيونية (التي أعيدت تسميتها لاحقًا باسم الجامعة الوطنية العربية). ناقش الريحاني علنًا شخصيات بارزة في الحركة الصهيونية الأمريكية ونشر العديد من المقالات التي تنتقد الصهيونية السياسية. خلال السنوات الثماني الأخيرة من حياته، كتب أمين الريحاني ما تبقى من كتبه، واستمر في نشاطه السياسي والأدبي والفلسفي، وحافظ على اتصالات وثيقة مع العديد من القادة السياسيين والشعراء والكتاب والعلماء والفنانين. يشير سمير قصير إلى دور الريحاني في ربط بيروت فكريًا بـ «بيئتها الثقافية وكذلك العالم الأوسع».
توفي أمين الريحاني عن عمر يناهز 64 عامًا في يوم الجمعة تاريخ 11 شعبان 1359م الموافق 13 سبتمبر 1940 الساعة 1:00 في مسقط رأسه الفريكة، لبنان. كان سبب وفاته هو حادث دراجة نتج عنه إصابات معدية من كسور متعددة في الجمجمة. تم بث خبر وفاته إلى أجزاء كثيرة من العالم، وأحدث الخبر مشاعر وردود فعل ليس فقط في لبنان ولكن في جميع أنحاء العالم العربي. وحضر مراسم الجنازة ممثلون عن ملوك وحكام عرب وبعثات دبلوماسية أجنبية وشعراء وكتاب ومثقفين آخرين من لبنان والعالم العربي. تم دفنه في ضريح عائلة الريحاني في الفريكة. بعد ثلاثة عشر عامًا من وفاته، في العام 1953، أنشأ شقيقه ألبرت متحف أمين الريحاني في الفريكة لتكريم إرثه. وقد أقيم له تمثالاً نصب في باحة كلية الآداب في الجامعة اللبنانية.
ترك الريحاني إرثا أدبيا وتاريخيا ضخما تجلى بالعديد من المؤلفات في العربية والإنكليزية في السياسة والأدب والشعر والتاريخ والفنون. كان أشهر أدباء المهجر بعد جبران خليل جبران. ويعدّ أمين الريحاني أول من كتب الشعر المنثور في الأدب العربي، حيث أصدر سنة 1910 ديوان هتاف الأودية. وهو من روّاد الرومانسية العربية ومن أسبق الداعين إلى تحرير الشعر من أسر الأوزان والقوافي.

## نظرة عامة

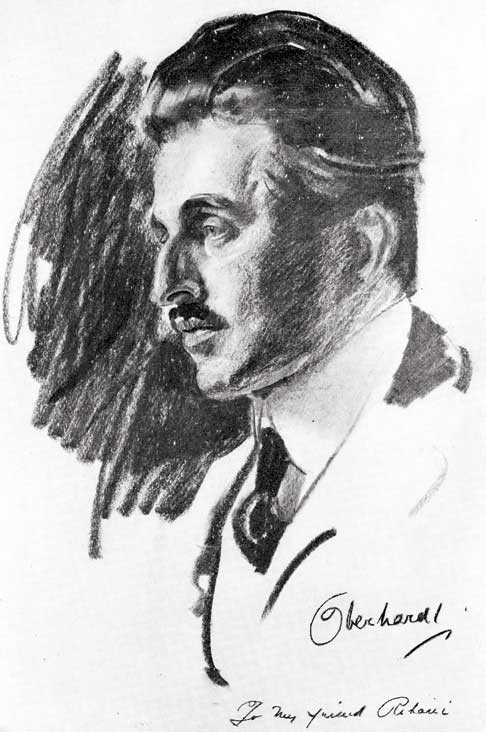
أمين الريحاني عام 1921(بورتريه وليام أوبرهارت)

الريحاني هو الأب المؤسس للأدب العربي الأمريكي. تمثل كتاباته الإنجليزية المبكرة بداية لمدرسة أدبية عربية في اهتماماتها وثقافتها وسماتها، وإنجليزية في لغتها، وأمريكية روحًا ومنبرًا. وهو أول عربي يكتب مقالات، وشعر، وروايات، وقصص قصيرة، ونقد فني، وأدب رحلات باللغة الإنجليزية. نشر أعماله في الولايات المتحدة خلال العقود الأربعة الأولى من القرن العشرين. ويعد رائد الأدب الأمريكي المكتوب بواسطة كتاب شرق أوسطيين.
يعتبر الريحاني أيضًا رائد «أدب المهجر». وهو أول عربي كتب أعمالاً أدبية كاملة، إما بالعربية أو بالإنجليزية، تنشر في الولايات المتحدة (نيويورك). كانت كتاباته رائدة في حركة الأدب العربي الحديث الذي لعب دورًا رائدًا في النهضة العربية والفكر العربي المعاصر.
أكد كتاب الريحاني المقالي المنشور بالعربية بعنوان «الريحانيات» (1910)، معتقداته وقيمه الفلسفية والاجتماعية الرئيسية التي انعكست في أعماله المستقبلية. تم تناول هذه المعتقدات في مقالات هذا العمل مثل: من أنا، التسامح الديني، من جسر بروكلين، المدينة العظيمة، روح زماننا، روح اللغة، في ربيع اليأس، وادي الفريكة، في العزلة، الأخلاق، قيمة الحياة، سلوك الحياة، التفاؤل، الحقيقة المشتتة، الحكمة الثلاثية، النبي الأسمى، حالة المستقبل. . . وكرس هذا الكتاب الريحاني ككاتب مثير للجدل، يمهد الطريق للحداثة في الأدب العربي والفكر العربي المعاصر.
تعتبر رواية الريحاني الرئيسية الأولى (باللغة الإنجليزية)، هي كتاب خالد (1911)، والذي يعد عملاً أدبيًا رائدًا مهد الطريق للأدب العربي الأمريكي. لقد جمعت الرواية بين الواقع والخيال، والشرق والغرب، والروحانية والمادية، والعرب والأمريكان، والفلسفة والأدب، بأسلوب من اللغة تتلاقى فيه الاستعارات العربية وتراكيب اللغة الإنجليزية معًا في محاولة لإنشاء خط مجرد حيث يمكن لكلتا اللغتين تقريبا التلامس. ينحدر خالد بطل الرواية من بعلبك، من جذور الأرز في لبنان ويهاجر إلى نيويورك حيث يواجه كل تناقضات خلفيته الشرقية الناعمة وقساوة الواقع الغربي. يحلم بالمدينة العظيمة المفترضة، ويفكر في الإمبراطورية المثالية، ويبحث عن سوبرمان الذي يجمع بين روحانية الشرق وفن أوروبا وعلم أمريكا.
يرى العديد من العلماء أن كتاب خالد هو الأساس لاتجاه أدبي جديد نحو الحكمة يسعى إلى التوفيق بين الروح والعقل والإيمان والشرق والغرب في محاولة لتفسير وحدة الأديان والعبادة.
تمثل كتبه عن شبه الجزيرة العربية، المكتوبة في الأصل باللغتين العربية والإنجليزية، منظورًا بديلاً للحركة الاستشراقية من خلال إعطاء العالم، لأول مرة، وصفًا موضوعيًا وتحليليًا للجزيرة العربية من وجهة نظر عربية. اعتبر الناشرون في الولايات المتحدة وأوروبا هذه الكتب الثلاثية العربية الأكثر مبيعًا في ذلك الوقت. كتب الريحاني روايات عن أسفاره إلى شبه الجزيرة العربية، باللغة العربية أولاً، ونُشرت تحت عناوين ملوك العرب، تاريخ نجد الحديث، قلب العراق وغيرها من الأعمال عن الجزيرة العربية التي اعتُبرت نجاحًا نقديًا وتجاريا.
أدرك العلماء، في فجر القرن الحادي والعشرين، دور الريحاني في خطاب الحضارات: يرى ناثان سي فونك أن "نهج الريحاني للمصالحة بين الثقافات ظهر تدريجيًا، مما يعكس نضج هويته الشخصية. على الرغم من أنه كان سريعًا في تطوير موقف نقدي فكري تجاه جميع أشكال التعصب المتجذر في الثقافات التقليدية، إلا أن الريحاني لم يتوقف عند الاحتفال بالتفكير الحر واعتناق أشكال الوحدة الوطنية التي تتخلى عن الطائفية الدينية ". يقارن تيري دي يونج الريحاني مع والت ويتمان ويسلط الضوء على حقيقة أن: "والت ويتمان حاول كشف التناقضات داخل فلسفة ما ... دعت إلى الحرية الفردية بينما سمحت في نفس الوقت بالعبودية. . . وكذلك فإن كتابات الريحاني حول الأسئلة عن ما إذا كانت المبادئ الديمقراطية تُسقط بالتساوي على كلا المجتمعين - الأمريكي والشرق الأوسط - تستمر في تحدي افتراضاتنا العزيزة على أنفسنا ". من ناحية أخرى، يؤكد جيفري ناش على روح الحداثة في أعمال الريحاني والتي تحفز كتاباته: إذ يرى أنه ألف مقالاته الأولى حول الموضوعات الأدبية والسياسية العابرة للثقافات".

## الكتابة والتأليف
في العام 1898 عاد إلى نيويورك وشرع بدءا من العام 1902 في التأليف وإصدار الكتب. ومن كتبه ومقالاته المنشورة (ومنها ما نشر بعد وفاته):
- أول كتاب نبذة عن الثورة الفرنسية عام 1902[21]
- كتاب المحالفة الثلاثية في المملكة الحيوانيةعام 1903[22]
- قلم يفك الرصد، أو، عمر فاخوري : سيرته وأدبه[23]
- كتاب المكاري والكاهن في عام 1904[24]
- كتاب ديوان المر واللبان بالإنجليزية عام 1905
- لمع مشرقية : قصائد منظورة[25]
- قراءات على وجهها والرحيل[26]
- الأتراك يرحلون[27]
- كتاب الريحانيات بجزئية الأول والثاني عام 1910[28][29][30]
- ابن سعود : شعبه وبلاده، 1928[31]
- صلح صغير بين الملك عبد العزيز وابن الرشيد[32]
- لا نصر ولا انكسار[33]
- الملك علي يرحل[34]
- جادة الرؤيا : مقالات نقدية حول الشرق والغرب[35]
- الحرب في الخرج[36]
- هادمة العهود ومفرقة الوفود : الحرب العالمية الأولى[37]
- فتوى علماء نجد في تعصب بعض الإخوان.[38]
- كتاب خالد بالإنجليزية عام 1911 خالد (رواية)[39]
- ذروة المجد والخطر[40]
- الحجاز-اليمن-عسير-لحج والنواحي المحمية، 1924[41]
- في حقيقة الديمقراطية الأميركية مع ملحق في أحوال الديمقراطية الحاضرة في الولايات المتحدة[42]
- كتاب رواية زنبقة الغورعام 1915 أصدره بعد عودته إلى لبنان، ثم قفل راجعاً إلى الولايات المتحدة[43]
- كتاب خارج الحريم عام 1917 أصدرة بعد عام من زواجة بكاتبة أمريكية ولم يرزق بأبناء.[44]
- كسرة أبا الخيل[45]
- مصير فلسطين[46]
- كتاب تحدر البلشفية عام 1920[47]
- كتاب أنشودة المتصوفين، ديوان شعر 1921م
- كتاب حول الشواطئ العربية والقمم العربية والصحراء عام 1930
- كتاب أنتم الشعراء عام 1931[48]
- كتاب كتاب فيصل الأول عام 1934، أصدره بعد ما أبعد عن لبنان بقرار من المندوب الفرنسي[49]
- الإنكليز والعرب[50]
- كتاب قلب العراق عام 1935 [51]
- كتاب المغرب الأقصى عام 1939 اصدرة بعد زيارته المغرب وإسبانيا[52][53]
- كتاب قلب لبنان عام 1940 وفي العام نفسه وافاه الأجل وبعد وفاته صدرت له بعض الكتب[54]
- كتاب هتاف الأودية[55]
- كتاب القوميات[56]
- الشريف حسين[57]
- كتاب أدب وفن[58]
- كتاب موجز الثورة الفرنسية
- كتاب ملوك العرب[59]
- النكبات[60]
- احتلال الرياض[61]
- فتح الأحساء[62]
- تعددت الأعداء[63]
- الآباء يأكلون الحصرم[64]
- الينابيع المنسية : مخطوطات أمين الريحاني الإنجليزية.[65]
- تاريخ نجد الحديث وسيرة عبد العزيز عبد الرحمن آل فيصل آل سعود ملك الحجاز ونجد وملحقاتهما[66][67]
- كتاب التطرف والإصلاح[68]
- الأقارب[69]
- لغات عربية : مسح للغات العربية في سبيل أصالة لغوية مبدعة[70]
- كتاب نور الأندلس[71]
- كتاب وجوه شرقية غربية[72]
- ابن سعود في سلطنته[73]
- كتاب سجل التوبة[74]
- كتاب وفاء الزمان، بيروت، 1934[75]
- روح الثورة، 1913[76]
- أقاليم النفس المتمادية في نقد الأدب والثقافة[77]
- الأتراك والوحدة العربية[78]
- المفاوضات[79]
- البدو والهجر[80]
- كتاب شذرات من عهد الصبا[81]
- كتاب قصتي مع مي[82]
- على ضفاف الأرجوان[83]
- العرائف والهزازنة[84]
- مدار الكلمة[85]
- هدايا وتعنيف من بلاد الشريف[86]
- المفاوضون يتسابقون والشيخ مبارك يتردد[87]
- كتاب وصيتي.[88]
- الأعمال العربية الكاملة، المؤسسة العربية للدراسات والنشر، 1980.[89]
- رسائل أمين الريحاني، دار الريحاني للطباعة والنشر، 1959.[90][91]
- الرسائل المتبادلة بين الملك عبد العزيز وأمين الريحاني، دار أمواج، 2001.[92]

## التكريم
تم تكريم أمين الريحاني في مناسبات عديدة خلال حياته من كبار الشخصيات والدبلوماسيين ورجال الأدب، والأصدقاء. وبعد وفاته، أقيمت العديد من الاحتفالات تخليدًا لذكراه. كما حاز على العديد من الأوسمة:
- وسام الاستحقاق اللبناني الأول المذهّب العام 1940
- وسام المعارف الأول الإيراني العام 1940
- وسام المعارف الأول المغربي العام 1940
- نصب تمثال امين الريحاني في قاعة الإعلام في «مركز باكارد الدولي»، جامعة تافتس[94]

أقيم متحف أمين الريحاني في مسقط رأسه بالفريكة عام 1953، وقد جمع شقيقه ألبرت الريحاني كل ما يتعلق بتراث أمين الريحاني في هذا المتحف الذي جدد وفتح للزوار عام 1990.

### الاقتباسات
1. 1 2  Encyclopædia Britannica | Ameen Rihani (بالإنجليزية), QID:Q5375741
2. 1 2  Brockhaus Enzyklopädie | Amin ar- Rihani (بالألمانية), OL:19088695W, QID:Q237227
3. ↑  كامل سلمان الجبوري (2003). معجم الأدباء من العصر الجاهلي حتى سنة 2002م. بيروت: دار الكتب العلمية. ج. 1. ص. 411. ISBN:978-2-7451-3694-7. LCCN:2003489875. OCLC:54614801. OL:21012293M. QID:Q111309344.
4. ↑  خير الدين الزركلي (2002م). الأعلام (PDF) (ط. 15). بيروت: دار العلم للملايين. ج. 2. ص. 18. مؤرشف من الأصل (PDF) في 2024-05-13.
5. 1 2 3  عمر رضا كحالة (1961)، معجم المؤلفين: تراجم مصنفي الكتب العربية (ط. 1)، دمشق: المكتبة العربية، مكتبة المثنى، دار إحياء التراث العربي، ج. 3، ص. 10، OCLC:4771170447، QID:Q113535201 – عبر المكتبة الشاملة
6. ↑  مؤسسة هنداوي للتعليم والثقافة - أمين الريحاني [وصلة مكسورة] نسخة محفوظة 10 2يناير5 على موقع واي باك مشين.
7. ↑  "فيلسوف «الفريكة».. صديق الملوك.. مؤرخ بدايات القرن 20". العربية. 24 مارس 2017. مؤرشف من الأصل في 2022-11-12. اطلع عليه بتاريخ 2023-09-18.
8. 1 2  موقع منظمة أمين الريحاني - سيرة ذاتية نسخة محفوظة 14 يناير 2018 على موقع واي باك مشين.
9. ↑  Rihani, Albert, Where to Find Ameen Rihani, Beirut, The Arab Institute for Research and Publication, 1979
10. ↑  مركز الشرق العربي للدراسات الحضارية والاستراتيجية - أمين الريحاني نسخة محفوظة 04 أبريل 2013 على موقع واي باك مشين.
11. ↑  Kassir, Samir, Histoire de Beyrouth, Paris, Fayard, p.394
12. 1 2  Where to Find Ameen Rihani
13. ↑  "Sally Storch Biography". www.kennebeck.com. مؤرشف من الأصل في 2021-02-27. اطلع عليه بتاريخ 2017-05-29.
14. ↑  Charif, Maher. Rihanat al-Nahda fi'l-fikr al-`arabi, Damascus, Dar al-Mada, 2000
15. ↑  Lawrence Davidson, "Debating Palestine: Arab American Challenges to Zionism, 1917–1932" in Michael Suleiman ed. Arabs in America: Buildind a New Future (Philadelphia: Temple University Press, 1999), p. 227-240
16. ↑  See for example, Ameen Rihani, "The Holy Land: Whose to Have and to Hold?" The Bookman, XLVI (September 1917), 8–14; Ameen Rihani, "Palestine Arabs Claim To Be Fighting For National Existence," Current History, XXXI (November 1919), 269–279; Ameen Rihani, "Zionism and the Peace of the World," The Nation CXXIX (October 2, 1929);Ameen Rihani, "Is Palestine Safe for Zionism," Palestine and Transjordan, I (November 21, 1936); and Ameen Rihani, "Palestine and the Proposed Arab Federation," Annals of the American Academy of Political and Social Science, (November 1932)
17. ↑  Hassan، W. S. (23 يناير 2008). "The Rise of Arab-American Literature: Orientalism and Cultural Translation in the Work of Ameen Rihani". American Literary History. ج. 20 ع. 1–2: 245–275. DOI:10.1093/alh/ajm039. مؤرشف من الأصل في 2021-09-30.
18. ↑  Issn: 2790-1785، الحداثة-Al Hadatha- (17/5/2022). "مجلة الحداثة Al hadatha Journal: مستويات التأشير ووظائفه من خلال كتاب خالد لأمين الريحاني". مجلة الحداثة Al hadatha Journal. مؤرشف من الأصل في 15 أغسطس 2022. اطلع عليه بتاريخ 2022-11-17. {{استشهاد ويب}}: تحقق من التاريخ في: |تاريخ= (مساعدة)صيانة الاستشهاد: أسماء عددية: قائمة المؤلفين (link)
19. 1 2  DeYoung, Terri, “The Search for Peace and East-West Reconciliation in Rihani’s Prose Poetry” in Nathan C. Funk and Betty J. Sitka ed. Ameen Rihani: Bridging East and West, New York: University Press of America, 2004, p. 33
20. ↑  Nash, Geoffrey P., “Rihani and Carlyle on Revolution and Modernity”, in Nathan C. Funk and Betty J. Sitka ed. Ameen Rihani: Bridging East and West, New York: University Press of America, 2004, p. 47
21. ↑  أمين الريحاني، أمين بن فارس بن أنطون، (1981). نبذة في الثورة الفرنسية: النكبات، شذرات من عهد الصبا. بيروت: المؤسسة العربية للدراسات والنشر،. OCLC:4770393876. مؤرشف من الأصل في 2021-09-30.
22. ↑  المحالفة الثلاثية ؛ المكاري والكاهن ؛ خارج الحريم ؛ سجل التوبة ؛ وفاء الزمان. بيروت: دار الجيل،. 1989. OCLC:4771308100. مؤرشف من الأصل في 2021-09-30.
23. ↑  قلم يفك الرصد، أو، عمر فاخوري: سيرته وأدبه. بيروت: دار الكتاب المصري اللبناني،. 1999. OCLC:4770590381. مؤرشف من الأصل في 2021-09-30.
24. ↑  المكاري الكاهن. بيروت: دار الريحاني،. 1969. OCLC:4771159240. مؤرشف من الأصل في 2021-09-30.
25. ↑  لمع مشرقية: قصائد منظورة. بيروت: دار الريحاني،. 1966. OCLC:4770398303. مؤرشف من الأصل في 2021-09-30.
26. ↑  قراءات على وجهها والرحيل. بيروت: المؤسسة العربية للدراسات والنشر،. 1981. OCLC:4770388850. مؤرشف من الأصل في 2021-09-30.
27. ↑  أمين الريحاني، أمين بن فارس بن أنطون، (1980). "الأتراك يرحلون". مؤرشف من الأصل في 2021-09-30. {{استشهاد بدورية محكمة}}: الاستشهاد بدورية محكمة يطلب |دورية محكمة= (مساعدة)
28. ↑  أمين الريحاني، أمين بن فارس بن أنطون، (1982). الريحانيات: مقالات اجتماعية وفلسفية. بيروت: المؤسسة العربية للدراسات والنشر،. OCLC:4770382182. مؤرشف من الأصل في 2021-09-30.
29. ↑  أمين الريحاني، أمين بن فارس بن أنطون، (1983). الريحانيات: مقالات سياسية : القوميات، التطرف والإصلاح وصيتي. بيروت: المؤسسة العربية للدراسات والنشر،. OCLC:4770382197. مؤرشف من الأصل في 2021-09-30.
30. ↑  الريحانيات وهي مجموعة مقالات وخطب وشعر منثور. يحتوي على مقالات اجتماعية الجزء الأول الجزء الأول. بيروت: د. ن]،. 1922. OCLC:4770606916. مؤرشف من الأصل في 2021-09-30.
31. ↑  أمين الريحاني، أمين بن فارس بن أنطون، (1928). "ابن سعود: شعبه وبلاده". ابن سعود : شعبه وبلاده. مؤرشف من الأصل في 2021-09-30.
32. ↑  أمين الريحاني، أمين بن فارس بن أنطون، (1980). "صلح صغير بين الملك عبد العزيز وابن الرشيد". مؤرشف من الأصل في 2021-09-30. {{استشهاد بدورية محكمة}}: الاستشهاد بدورية محكمة يطلب |دورية محكمة= (مساعدة)
33. ↑  أمين الريحاني، أمين بن فارس بن أنطون، (1980). "لا نصر ولا انكسار". مؤرشف من الأصل في 2021-09-30. {{استشهاد بدورية محكمة}}: الاستشهاد بدورية محكمة يطلب |دورية محكمة= (مساعدة)
34. ↑  أمين الريحاني، أمين بن فارس بن أنطون، (1980). "الملك علي يرحل". مؤرشف من الأصل في 2021-09-30. {{استشهاد بدورية محكمة}}: الاستشهاد بدورية محكمة يطلب |دورية محكمة= (مساعدة)
35. ↑  عبيد، أنطوان, ملكي، هنري (2000). جادة الرؤيا: مقالات نقدية حول الشرق والغرب. بيروت: دار الساقي للنشر،. OCLC:4770689587. مؤرشف من الأصل في 2021-09-30.
36. ↑  أمين الريحاني، أمين بن فارس بن أنطون، (1980). "الحرب في الخرج". مؤرشف من الأصل في 2021-09-30. {{استشهاد بدورية محكمة}}: الاستشهاد بدورية محكمة يطلب |دورية محكمة= (مساعدة)[وصلة مكسورة]
37. ↑  أمين الريحاني، أمين بن فارس بن أنطون، (1980). "هادمة العهود ومفرقة الوفود: الحرب العالمية الأولى". مؤرشف من الأصل في 2021-09-30. {{استشهاد بدورية محكمة}}: الاستشهاد بدورية محكمة يطلب |دورية محكمة= (مساعدة)
38. ↑  أمين الريحاني، أمين بن فارس بن أنطون،، أمين الريحاني، أمين بن فارس بن أنطون، (1980). "فتوى علماء نجد في تعصب بعض الإخوان". مؤرشف من الأصل في 2021-09-30. {{استشهاد بدورية محكمة}}: الاستشهاد بدورية محكمة يطلب |دورية محكمة= (مساعدة)
39. ↑  رزوق، أسعد (1986). كتاب خالد: رواية فلسفية اجتماعية. بيروت: المؤسسة العربية للدراسات والنشر،. OCLC:4771271909. مؤرشف من الأصل في 2021-09-30.
40. ↑  أمين الريحاني، أمين بن فارس بن أنطون، (1980). "ذروة المجد والخطر". مؤرشف من الأصل في 2021-09-30. {{استشهاد بدورية محكمة}}: الاستشهاد بدورية محكمة يطلب |دورية محكمة= (مساعدة)
41. ↑  أمين الريحاني، أمين بن فارس بن أنطون، (1924). "الحجاز-اليمن-عسير-لحج والنواحي المحمية". مؤرشف من الأصل في 2021-09-30. {{استشهاد بدورية محكمة}}: الاستشهاد بدورية محكمة يطلب |دورية محكمة= (مساعدة)
42. ↑  في حقيقة الديمقراطية الأميركية مع ملحق في أحوال الديمقراطية الحاضرة في الولايات المتحدة. بيروت: دار القارئ العربي،. 1948. OCLC:4770387133. مؤرشف من الأصل في 2021-09-30.
43. ↑  زنبقة الغور. بيروت: دار الجيل،. 0000 uu. OCLC:4770220319. مؤرشف من الأصل في 30 سبتمبر 2021. {{استشهاد بكتاب}}: تحقق من التاريخ في: |تاريخ= (مساعدة)
44. ↑  حداد، عبد المسيح (1916). رواية خارج الحريم. د. م.: د. ن.]،. OCLC:4770369331. مؤرشف من الأصل في 2021-09-30.[وصلة مكسورة]
45. ↑  أمين الريحاني، أمين بن فارس بن أنطون، (1980). "كسرة أبا الخيل". مؤرشف من الأصل في 2021-09-30. {{استشهاد بدورية محكمة}}: الاستشهاد بدورية محكمة يطلب |دورية محكمة= (مساعدة)
46. ↑  مصير فلسطين. بيروت: دار الجيل،. 1998. OCLC:4770687261. مؤرشف من الأصل في 2021-09-30.
47. ↑  شومان، بهية بعلبكي, قسطنطين، إلياس شاكر (1988). تحدر البلشفية. بيروت: دار الفارابي،. OCLC:4770267182. مؤرشف من الأصل في 2021-09-30.
48. ↑  أنتم الشعراء. بيروت: دار الريحاني للطباعة والنشر،. 1953. OCLC:4770944897. مؤرشف من الأصل في 2021-09-30.
49. ↑  فيصل الأول. د. م.: د. ن.]،. 1930. OCLC:4770448117. مؤرشف من الأصل في 2021-09-30.
50. ↑  أمين الريحاني، أمين بن فارس بن أنطون، (1980). "الإنكليز والعرب". مؤرشف من الأصل في 2021-09-30. {{استشهاد بدورية محكمة}}: الاستشهاد بدورية محكمة يطلب |دورية محكمة= (مساعدة)
51. ↑  أمين الريحاني، أمين بن فارس بن أنطون، (1980). قلب العراق. بيروت: المؤسسة العربية للدراسات والنشر،. OCLC:4770282826. مؤرشف من الأصل في 2021-09-30.
52. ↑  أمين الريحاني، أمين بن فارس بن أنطون، (1980). الرحلات: المغرب الأقصى. بيروت: المؤسسة العربية للدراسات والنشر،. OCLC:4770305661. مؤرشف من الأصل في 2021-09-30.
53. ↑  أمين الريحاني، أمين بن فارس بن أنطون، (1980). المغرب الأقصى: رحلة في منطقة الحماية الإسبانية. بيروت: المؤسسة العربية للدراسات والنشر،. OCLC:4770282181. مؤرشف من الأصل في 2021-09-30.
54. ↑  أمين الريحاني، أمين بن فارس بن أنطون، (1980). الرحلات: قلب لبنان. بيروت: المؤسسة العربية للدراسات والنشر،. OCLC:4770371837. مؤرشف من الأصل في 2021-09-30.
55. ↑  هتاف الأودية: شعر منثور. بيروت: دار الجيل،. 1989. OCLC:4770095263. مؤرشف من الأصل في 2021-09-30.
56. ↑  القوميات. بيروت: دار الجيل،. 1987. OCLC:4770832253. مؤرشف من الأصل في 2021-09-30.
57. ↑  أمين الريحاني، أمين بن فارس بن أنطون، (1980). "الشريف حسين". مؤرشف من الأصل في 2021-09-30. {{استشهاد بدورية محكمة}}: الاستشهاد بدورية محكمة يطلب |دورية محكمة= (مساعدة)
58. ↑  أدب وفن. بيروت: دار الجيل،. 1989. OCLC:4771244855. مؤرشف من الأصل في 2021-09-30.
59. ↑  الريحاني، ألبرت (1967). ملوك العرب: رحلة في البلاد العربية مزينة برسوم وخرائط وفهرست أعلام. بيروت: دار الريحاني للطباعة والنشر،. OCLC:4770927442. مؤرشف من الأصل في 2021-09-30.
60. ↑  الريحاني، ألبرت (1976). النكبات: خلاصة تاريخ سوريا منذ العهد الأول بعد الطرفان إلى عهد الجهورية بلبنان. بيروت: مؤسسة دار الريحاني للطباعة والنشر،. OCLC:4770935053. مؤرشف من الأصل في 2021-09-30.
61. ↑  أمين الريحاني، أمين بن فارس بن أنطون،، أمين الريحاني، أمين بن فارس بن أنطون، (1980). "احتلال الرياض". مؤرشف من الأصل في 2021-09-30. {{استشهاد بدورية محكمة}}: الاستشهاد بدورية محكمة يطلب |دورية محكمة= (مساعدة)
62. ↑  أمين الريحاني، أمين بن فارس بن أنطون، (1980). "فتح الأحساء". مؤرشف من الأصل في 2021-09-30. {{استشهاد بدورية محكمة}}: الاستشهاد بدورية محكمة يطلب |دورية محكمة= (مساعدة)
63. ↑  أمين الريحاني، أمين بن فارس بن أنطون، (1980). "تعددت الأعداء". مؤرشف من الأصل في 2021-09-30. {{استشهاد بدورية محكمة}}: الاستشهاد بدورية محكمة يطلب |دورية محكمة= (مساعدة)
64. ↑  أمين الريحاني، أمين بن فارس بن أنطون، (1980). "الآباء يأكلون الحصرم". مؤرشف من الأصل في 2021-09-30. {{استشهاد بدورية محكمة}}: الاستشهاد بدورية محكمة يطلب |دورية محكمة= (مساعدة)
65. ↑  الينابيع المنسية: مخطوطات أمين الريحاني الإنجليزية. بيروت; لندن: رياض الريس للكتب والنشر،. 2000. OCLC:4770759762. مؤرشف من الأصل في 2021-09-30.
66. ↑  أمين الريحاني، أمين بن فارس بن أنطون، (1980). تاريخ نجد الحديث وسيرة عبد العزيز عبد الرحمن آل فيصل آل سعود ملك الحجاز ونجد وملحقاتهما. بيروت: المؤسسة العربية للدراسات والنشر،. OCLC:4770285318. مؤرشف من الأصل في 2021-09-30.
67. ↑  الريحاني، ألبرت (1970). تاريخ نجد الحديث وملحقاته. بيروت: دار الريحاني،. OCLC:4770128711. مؤرشف من الأصل في 2021-09-30.
68. ↑  التطرف والإصلاح. د. م.: د. ن.]،. 1928. OCLC:4770493752. مؤرشف من الأصل في 2021-09-30.
69. ↑  أمين الريحاني، أمين بن فارس بن أنطون، (1980). "الأقارب". مؤرشف من الأصل في 2021-09-30. {{استشهاد بدورية محكمة}}: الاستشهاد بدورية محكمة يطلب |دورية محكمة= (مساعدة)
70. ↑  لغات عربية: مسح للغات العربية في سبيل أصالة لغوية مبدعة. بيروت: دار الجديد،. 1994. OCLC:4770490025. مؤرشف من الأصل في 2021-09-30.
71. ↑  الرحلات: المغرب الأقصى ونور الأندلس. بيروت: دار الجيل،. 1987. OCLC:4770572412. مؤرشف من الأصل في 2021-09-30.
72. ↑  وجوه شرقية غربية. بيروت: دار الريحاني للطباعة والنشر،. 1957. OCLC:4771455745. مؤرشف من الأصل في 2021-09-30.
73. ↑  أمين الريحاني، أمين بن فارس بن أنطون، (0000 uu). "ابن سعود في سلطنته". ابن سعود في سلطنته. مؤرشف من الأصل في 30 سبتمبر 2021. {{استشهاد بدورية محكمة}}: تحقق من التاريخ في: |تاريخ= (مساعدة)
74. ↑  سجل التوبة. بيروت: مؤسسة دار الريحاني،. 1970. OCLC:4771159245. مؤرشف من الأصل في 2021-09-30.
75. ↑  وفاء الزمان: رواية. بيروت: إدارة جريدة البلاغ،. 1934. OCLC:4771287550. مؤرشف من الأصل في 2021-09-30.
76. ↑  أمين الريحاني، أمين بن فارس بن أنطون، (1913). "روح الثورة". روح الثورة. مؤرشف من الأصل في 2021-09-30.
77. ↑  أقاليم النفس المتمادية في نقد الأدب والثقافة. بيروت: دار الجديد،. 1996. OCLC:4770440904. مؤرشف من الأصل في 2021-09-30.
78. ↑  أمين الريحاني، أمين بن فارس بن أنطون، (1980). "الأتراك والوحدة العربية". مؤرشف من الأصل في 2021-09-30. {{استشهاد بدورية محكمة}}: الاستشهاد بدورية محكمة يطلب |دورية محكمة= (مساعدة)
79. ↑  أمين الريحاني، أمين بن فارس بن أنطون، (1980). "المفاوضات". مؤرشف من الأصل في 2021-09-30. {{استشهاد بدورية محكمة}}: الاستشهاد بدورية محكمة يطلب |دورية محكمة= (مساعدة)
80. ↑  أمين الريحاني، أمين بن فارس بن أنطون، (1980). "البدو والهجر". مؤرشف من الأصل في 2021-09-30. {{استشهاد بدورية محكمة}}: الاستشهاد بدورية محكمة يطلب |دورية محكمة= (مساعدة)
81. ↑  أمين الريحاني، أمين بن فارس بن أنطون، (1981). شذرات في عهد الصبا. بيروت: المؤسسة العربية للدراسات والنشر،. OCLC:4770277144. مؤرشف من الأصل في 2021-09-30.
82. ↑  قصتي مع مي. بيروت: المؤسسة العربية،. 1989. OCLC:4770706175. مؤرشف من الأصل في 2021-09-30.
83. ↑  على ضفاف الأرجوان. بيروت: مؤسسة دار الريحاني،. 1970. OCLC:4770954588. مؤرشف من الأصل في 2021-09-30.
84. ↑  أمين الريحاني، أمين بن فارس بن أنطون، (1980). "العرائف والهزازنة". مؤرشف من الأصل في 2021-09-30. {{استشهاد بدورية محكمة}}: الاستشهاد بدورية محكمة يطلب |دورية محكمة= (مساعدة)
85. ↑  مدار الكلمة: دراسات نقدية. القاهرة: دار الكتاب المصري،. 1980. OCLC:4771191566. مؤرشف من الأصل في 2021-09-30.
86. ↑  أمين الريحاني، أمين بن فارس بن أنطون، (1980). "هدايا وتعنيف من بلاد الشريف". مؤرشف من الأصل في 2021-09-30. {{استشهاد بدورية محكمة}}: الاستشهاد بدورية محكمة يطلب |دورية محكمة= (مساعدة)
87. ↑  أمين الريحاني، أمين بن فارس بن أنطون، (1980). "المفاوضون يتسابقون والشيخ مبارك يتردد". مؤرشف من الأصل في 2021-09-30. {{استشهاد بدورية محكمة}}: الاستشهاد بدورية محكمة يطلب |دورية محكمة= (مساعدة)
88. ↑  وصيتي. بيروت: المؤسسة العربية للدراسات والنشر،. 1982. OCLC:4771061915. مؤرشف من الأصل في 2021-09-30.
89. ↑  الريحاني، ألبرت (1980). أمين الريحاني: الأعمال العربية الكاملة. بيروت: المؤسسة العربية للدراسات والنشر،. OCLC:4771190631. مؤرشف من الأصل في 2021-09-30.
90. ↑  الريحاني، ألبرت (1959). رسائل أمين الريحاني. بيروت: دار الريحاني للطباعة والنشر،. OCLC:4770363815. مؤرشف من الأصل في 2021-09-30.
91. ↑  الريحاني، ألبرت (1959). رسائل أمين الريحاني 1896-1940. بيروت: دار الريحاني للطباعة والنشر،. OCLC:4770940852. مؤرشف من الأصل في 2021-09-30.
92. ↑  الرسائل المتبادلة بين الملك عبد العزيز وأمين الريحاني. بيروت: دار أمواج،. 2001. OCLC:4770821800. مؤرشف من الأصل في 2021-09-30.
93. ↑  موقع منظمة أمين الريحاني - الأوسمة وشهادات التقدير نسخة محفوظة 01 يوليو 2017 على موقع واي باك مشين.
94. ↑  منتديات القضية الفلسطينية - جامعة "تافتس" تكرم الأديب اللبناني أمين الريحاني، 30 نوفمبر 2004 نسخة محفوظة 5 أبريل 2020 على موقع واي باك مشين.

### قائمة المصادر
- The Ameen Rihani Organization and website.
- Bravo-Villasante, Carmen Ruiz (1993). Un Testigo Árabe Del Siglo XX: Amin Al-Rihani en Marruecos y en España (1939), Madrid: Editorial Cantarabia, Universidad Autónoma De Madrid.
- Dunnavent, Walter Edward, III (1991). Ameen Rihani In America: Transcendentalism in an Arab-American Writer. Indiana: Ph.D. dissertation, Indiana University.
- Funk, C. Nathan and Betty J. Sitka, eds. (2004). Ameen Rihani: Bridging East and West – A Pioneering Call for Arab-American Understanding. New York, Toronto, Oxford: University Press of America. (ردمك 978-0-7618-2860-0).
- Hajjar, Nijmeh (2010). The Politics and Poetics of Ameen Rihani: The Humanist Ideology of an Arab-American Intellectual and Activist. London: Tauris Academic Studies. (ردمك 978-1-84885-266-2).
- Karam Haydar, Savo (2008). Ameen Rihani the Multifold Critic. Beirut: Ph.D. dissertation, The Lebanese University.
- Mhiri, Mootacem Bellah (2005). The Transcultural and Transnational Poetics of Ameen Rihani and Paul Smail. Pennsylvania: Ph.D. dissertation in Comparative Literature, Pennsylvania State University.
- Oueijan, Naji, Assaad Eid, Carol Kfoury, Doumit Salameh (1999).Kahlil Gibran & Ameen Rihani, Prophets of Lebanese-American literature. Beirut: Notre Dame University Press. (ردمك 978-0-9634349-4-4).
- Oueijan, Naji. (2012). Ameen Rihani's Arab-American Legacy: From Romanticism to Postmodernism. Louaize: Notre Dame University Press.(ردمك 978-9953-558-15-8).
- Poeti arabi a New York. Il circolo di Gibran, introduzione e traduzione di F. Medici, prefazione di A. Salem, Palomar, Bari 2009. (ردمك 978-88-7600-340-0).
- Rihani, Albert (1979). Where to Find Ameen Rihani. Beirut: The Arab Institute for Research and Publications. ASIN: B000Q9MCWE.
- Tkhinvaleli, Maria (1991). Travel in Modern Arabic literature, The Example of Ameen Rihani. Tbilisi: Ph.D. dissertation, Tbilisi University, The Republic of Georgia.
- Zeitouni, Latif (1980). Simiologie du Recit de Voyage: Etude de Qalb Lubnan, Aix-en-Provence: Ph.D. dissertation, Université Aix-en-Provence. Beirut: (1997). The Lebanese University Press.

## وصلات خارجية
- أمين الريحاني على موقع أرشيف الشارخ.
- أمين الريحاني على موقع الموسوعة البريطانية (الإنجليزية)
- موقع منظمة أمين الريحاني
- مركز الشرق العربي للدراسات الحضارية والاستراتيجية
- المعرفة
- مؤسسة هنداوي للتعليم والثقافة - أمين الريحاني
- بوابة الشعراء - ديوان أمين الريحاني